# Вожма (река, впадает в Выгозеро)
Вожма — река в России, протекает по Медвежьегорскому и Сегежскому районам Карелии и небольшой частью по Онежскому району Архангельской области.
Длина — 93 км, площадь водосборного бассейна — 1330 км². Вытекает из Пелозера, протекает через Вожмозеро (верхнее) и Вожмозеро (нижнее, с притоком Сухим, протекающим через озеро Сухое). Впадает в Выгозеро южнее посёлка Валдай. По данным наблюдений с 1972 по 1988 г. среднегодовой расход воды в 29 км от устья составляет 6,22 м³/с.

## Данные водного реестра
По данным государственного водного реестра России и геоинформационной системы водохозяйственного районирования территории РФ, подготовленной Федеральным агентством водных ресурсов:
- Бассейновый округ — Баренцево-Беломорский
- Речной бассейн — бассейны рек Кольского полуострова и Карелии, впадающих в Белое море
- Водохозяйственный участок — бассейн озера Выгозеро до Выгозерского гидроузла, без реки Сегежи до Сегозерского гидроузла

## Притоки
(расстояние от устья)
- 0,5 км: Томешручей (лв)
- 9 км: Покосный (лв)
- 18 км: Салмручей (лв)
- 21 км: Кумбукса (лв)
- 36 км: Ковлежа (пр)
- 39 км: Чёрный (пр)
- 49 км: Чола (пр)

## Фотографии
|  |  |